# Estación de Paddington
Paddington es una estación ferroviaria situada en el oeste de Londres, en el distrito homónimo, dentro del municipio de Ciudad de Westminster, Inglaterra, Reino Unido. Es la séptima estación por pasajeros de la ciudad londinense.
Es una estación histórica, terminal de la compañía Great Western Railway y sus sucesoras desde 1838. La mayor parte de la actual estación data de 1854, y desde 1863 disponía de una de las primeras estaciones de metro del mundo.
Desde Paddington First Great Western y Chiltern Railways operan trenes con destino al oeste de Inglaterra y el sur de Gales. Además dispone del servicio Heathrow Express, una lanzadera que une la estación con el aeropuerto de Heathrow.

## Historia
A diferencia de la mayor parte de las estaciones de Londres, la historia de Paddingon es muy sencilla, ya que a pesar de ser una de las estaciones más antiguas apenas ha sufrido cambios.
Paddington fue construida como terminal de la compañía Great Western Railway en Londres. Antes de la construcción definitiva se realizó una estación provisional en Bishop's Bridge Road, inaugurada en 1838. En 1854 se inauguró la estación definitiva, y fue ampliada entre 1906 y 1915. Desde entonces sigue ën funcionamiento hasta la actualidad sin grandes cambios, tan sólo pequeñas reformas.
La estación cuenta con 14 vías numeradas de izquierda a derecha vistas desde el hall principal. Las 8 primeras pertenecen a la estación original, de la 9 a la 12 a la ampliación y las 13 y 14 pertenecen a la línea original del metro de Londres y son sólo accesibles a través del andén 12.

## Servicios
La principal compañía en la estación es First Great Western, que utiliza líneas de alta frecuencia. La relación más usada con mucha diferencia es Reading, a medio camino entre Londres y Oxford. Muchos de los servicios prestados por esta compañía son de larga distancia, uniendo Londres con las estaciones de Oxford en el sudeste de Inglaterra; Bath, Bristol, Gloucester, Cheltenham, Worcester y Hereford en el oeste de Inglaterra; Taunton, Exeter, Torquay, Plymouth y Penzance en el suroeste de Inglaterra; y Newport, Cardiff, Bridgend y Swansea en el sur de Gales.
Chiltern Railways realiza servicios principalmente suburbanos en los días laborables desde la estación.
Paddington es el origen de la lanzadera que une el centro de Londres con el aeropuerto de Heathrow, denominada Heathrow Express, que funciona sin paradas con un tren cada 15 minutos. Existe un segundo servicio dependiente del anterior, Heathrow Connect, que es muy similar pero incluye otras paradas. Heatrhow Express tiene reservadas en exclusiva las vías 6 y 7 de la estación.